# Palicourea australis
Palicourea australis är en måreväxtart som beskrevs av Charlotte M. Taylor. Palicourea australis ingår i släktet Palicourea och familjen måreväxter. Inga underarter finns listade i Catalogue of Life.